# Raimundo Calvo Moreno
Raimundo Calvo Moreno (c. 1905-1941) va ser un militar espanyol.

## Biografia
Funcionari del Ministeri de Treball, era membre de les Joventuts Socialistes Unificades (JSU). Després de l'esclat de la Guerra civil es va allistar en les milícies republicanes, aconseguint el rang de major de milícies. Durant algun temps va arribar a manar el Batalló alpí a la Sierra de Madrid. Posteriorment seria comandant de la 29a Brigada Mixta i de la 1a Divisió. Membre del PCE, va ser destituït i empresonat després del cop de Casado al març de 1939.
Capturat pels franquistes, va ser condemnat a mort i afusellat a Madrid el 3 de juliol de 1941.